# Резолюция Совета Безопасности ООН 36
В резолюции 36 Совета Безопасности Организации Объединенных Наций, принятой 1 ноября 1947 года, отмечается, что, согласно докладу Консульской комиссии, ни одна из сторон Индонезийской национальной революции (Нидерланды и индонезийские республиканцы) не предприняла попыток достигнуть соглашения о прекращении военных действия в соответствии с Резолюцией Совета Безопасности ООН 27. В резолюции содержится призыв к сторонам принять меры для претворения резолюции 27 в жизнь.
Резолюция была принята семью голосами "за". Польская Народная Республика проголосовала "против". Колумбия, Сирия и Советский Союз воздержались.